# Heladsko obdobje
Heladsko obdobje je sodoben izraz za kulturo celinske Grčije, ki se je razvijala v bronasti dobi. Ta izraz se pogosto uporablja v arheologiji in zgodovini umetnosti. Nadomestil naj bi dva podobna izraza – kikladsko obdobje, ki približno ustreza istemu obdobju v razvoju egejskih dežel v bronasti dobi, in minojsko dobo, ki se nanaša na kretsko civilizacijo bronaste dobe.
Ta periodizacija se uporablja v glavnem za keramiko in je ustrezen sistem datiranja. Keramika, najdena kjer koli, se običajno lahko označuje kot "zgodnja", "srednja" ali "pozna", odvisno od sloga in načina izdelave. Celotno obdobje, za katero menijo, da ga posamezna lokacija zajema, se razdeli sorazmerno na taka obdobja. Znano je, da se v Grčiji sklada z "zgodnjim" itd. Tudi nekatera "absolutna datiranja" ali datiranja, do katerih so prišli z uporabo drugačnih, neprimerjalnih metod, se lahko uporabljajo za datiranje teh obdobij in imajo prednost tam, kjer so dostopna. Struktura datiranja keramike je bila razvita pred radiokarbonskim datiranjem, ko je bila večina gradiva izkopana. Tudi drugi artefakti se lahko razvrščajo podobno, a izhodišče je keramika.
Izrazi heladski, kikladski in minojski se nanašajo na geografski izvor. Na primer srednjeminojski predmeti so bili morda najdeni na Kikladih, a zato še niso  srednjeheladski. Stopnja uporabnosti te sheme se manjša, bolj ko se približujemo obrobju egejskega sveta, kot je Levant. Tamkajšnja keramika je pogosto lokalna, čeprav oponaša heladske ali minojske kulturne modele.
Heladska družba in kultura imata svoje predhodnike v neolitskem obdobju v Grčiji, a sta se zaradi mnogih novosti, ki so se razvile v drugi in tretji razvojni stopnji zgodnjeheladskega obdobja (2650–2050/2000 pr. n. št.), kot so obdelava brona, monumentalna arhitektura in utrdbe, hierarhija družbene organizacije ob bližnjih stikih z drugimi egejskimi ljudstvi, spremenili. Te novosti so se nato še spremenile v srednjeheladskem obdobju (2000/1900–1550 pr. n. št.), ki je zaznamovano s širjenjem keramike v poznoheladskem obdobju (1550–1050 pr. n. št.), ko je cvetela mikenska kultura.

## Periodizacija
Shema obdobij se lahko uporablja za več plasti. Pri tem arheologi po konvenciji uporabljajo rimske številke (I, II, III) za drugo plast, velike črke (A, B, C) za tretjo plast, arabske številke (1, 2, 3) za četrto in ponovno velike črke (A, B, C) za peto. Seveda niso vse plasti na vsaki lokaciji. Če so potrebne dodatne plasti, se lahko dodajo še besede zgodnja, srednja ali pozna. Heladsko obdobje lahko razdelimo takole:
| Obdobje             | Okvirno datiranje              | Kulture po Renfrewu, keramika po Dickinsonu |
| ------------------- | ------------------------------ | ------------------------------------------- |
| zgodnjeheladsko I   | 3200/3100–2650 pr. n. št.      | Evtrezis                                    |
| zgodnjeheladsko II  | 2650–2200/2150 pr. n. št.      | Koraku, lokalna: Levkada I                  |
| zgodnjeheladsko III | 2200/2150–2050/2000 pr. n. št. | Tirint                                      |
| srednjeheladsko     | 2000/1900–1550 pr. n. št.      | minijska keramika                           |
| poznoheladsko I     | 1550–1500 pr. n. št.           | jaškaste grobnice                           |
| poznoheladsko II    | 1500–1400 pr. n. št.           | mikenska kultura                            |
| poznoheladsko III   | 1400–1050 pr. n. št.           | mikenska kultura                            |

## Zgodnjeheladsko obdobje
Zgodnjeheladsko obdobje bronaste dobe v Grčiji kaže neolitsko poljedelsko prebivalstvo, ki uvaža bron in baker ter uporablja primitivne načine obdelave, ki so se najprej razvile v Anatoliji, s katero so imeli kulturne stike.  To obdobje se časovno sklada z obdobjem starega kraljestva v Egiptu. Pomembne lokacije iz tega obdobja so na egejskih obalah grške celine v Beociji in Argolidi (Manika, Lerna, Pefkakja, Tebe, Tirint) ali na otokih blizu obale, kot sta Ajgina (Kolona) in Evboja (Levkada); značilni sta keramika, ki kaže vplive zahodne Anatolije, in uvedba lončarskega vretena. Dolga hiša, tj. megaron, se je pojavila v II. zgodnjeheladskem obdobju. 

### Prvo zgodnjeheladsko obdobje
Prvo zgodnjeheladsko obdobje je znano tudi kot kultura Evtrezisa; značilna je polirana keramika z rastlinskimi ornamenti v Korakuvu in na drugih lokacijah, kovinski predmeti pa so zelo redki. Keramika in videz naselij kažeta, da sta se nadaljevali zgodnjeheladsko I in obdobje predhodnega poznega neolitika; spremembe so bile le v gospodarjenju.

### Drugo zgodnjeheladsko obdobje
Do prehoda iz prvega v drugo zgodnjeheladsko obdobje je prišlo hitro in brez prekinitve; razvila se je metalurgija (obdelava brona), uvedena je bila  hierarhična družbena organizacija in pojavile so se monumentalna arhitekture in utrdbe.  Spremembe v naseljih so spremljale novosti v poljedelstvu (oranje s plugom, ki ga vlečejo voli). 

### Tretje zgodnjeheladsko obdobje
V Lerni se je drugo zgodnjeheladsko obdobje končalo z rušenjem hiše s strešniki, ki  pripada hiši s hodniki. Rušenje naselja je bilo najprej pripisano navalu Grkov ali Indoevropejcev v tretjem zgodnjeheladskem obdobju ; danes je to gledanje v glavnem opuščeno predvsem zato, ker se v Litaru, Fliuntu, Maniki in drugje opaža nadaljevanje med drugim in tretjim zgodnjeheladskim obdobjem po eni strani in srednjeheladskim obdobjem po drugi strani.  Poleg tega so nove kulturne prvine – apsidne hiše, terakota v obliki sidra, izdolbene sekire, obredne gomile in pokopi v naselju – najdeni v Grčiji pred tretjim zgodnjeheladskim obdobjem in jih imajo za avtohtone pojave (terakota iz Beocije in obredne gomile v Tesaliji) oziroma so posledica stalnega stika celinske Grčije z raznimi drugimi območji (Mala Azija, Kikladi, Albanija in Dalmacija). Morda so tudi podnebne spremembe pripomogle h kulturnim spremembam, ki so v Grčiji nastale na prehodu med drugim in tretjim zgodnjeheladskim obdobjem (okoli 2200 pr. n. št.). 

## Srednjeheladsko obdobje
Srednjeheladsko obdobje je bilo obdobje kulturnega nazadovanja. Prvi znaki so se pojavili že v predhodnem, tretjem zgodnjeheladskem obdobju. Za srednjeheladsko obdobje je značilna široka uporaba minijske keramike, ki je morda neposredno povezana z ljudstvom, ki so ga antični grški zgodovinarji imenovali Minijci; Heinrich Schliemann je konvencionalno skupino monohromatske polirane keramike, najdene na srednjeheladski lokaciji, imenoval "minijska".
Najprej so mislili, da je bila siva minijska posoda povezana s selitvami v srednjem obdobju bronaste dobe; ta teorija je bila opuščena, ko so izkopavanja v Lerni v 1950-ih odkrila, da se je razvoj keramičnih slogov nadaljeval in da je minijska keramika neposredna veja fine sivo polirane tirintske keramike iz tretjega zgodnjeheladskega obdobja.  Poslikano okrasje na keramiki ima pravokotne linijske in abstraktne oblike vse do srednjeheladskega obdobja III, ko so kikladski in minojski vplivi navdihovali celotno paleto vijugavih in celo figuralnih motivov.
Srednjeheladsko obdobje se časovno ujema s srednjim kraljestvom v Egiptu. Naselja so nameščena bliže drug drugemu in so navadno na vrhovih vzpetin. Srednjeheladske lokacije so po vsem Peloponezu in srednji Grčiji, tudi v notranjosti Ajtolije (naselje v Termonu), na severnih območjih (dolina reke Sperhej). Malti v Meseniji in Lerna V sta edini raziskani srednjeheladski lokaciji.

## Poznoheladsko obdobje
Poznoheladsko obdobje je doba vzpona mikenske Grčije, ki je cvetela pod novimi vplivi z minojske Krete in Kikladov. Ljudje, ki so v tem obdobju izdelovali gomile, so na svoje izdelke vrezovali kratke napise v silabariju, ki ga danes imenujemo linearna pisava B in za katero je dokazano, da je iz zgodnjega obdobja grščine. Poznoheladsko obdobje se deli tudi na I, II in III; I in II se časovno ujemata s poznominojsko keramiko, III pa je nadaljevanje. Tretje poznoheladsko obdobje se dalje deli na III A, III B in III C. Naslednja preglednica je okvirno datiranje poznoheladskih obdobij na grški celini:
| Obdobje                       | Okvirno datiranje    |
| ----------------------------- | -------------------- |
| poznoheladsko I               | 1550–1500 pr. n. št. |
| poznoheladsko II A            | 1500–1450 pr. n. št. |
| poznoheladsko II B            | 1450–1400 pr. n. št. |
| poznoheladsko III A1          | 1400–1350 pr. n. št. |
| poznoheladsko III A2          | 1350–1300 pr. n. št. |
| poznoheladsko III B1          | 1300–1230 pr. n. št. |
| poznoheladsko III B2          | 1230–1190 pr. n. št. |
| poznoheladsko III C (zgodnje) | 1190–1130 pr. n. št. |
| poznoheladsko III C (srednje) | 1130–1090 pr. n. št. |
| poznoheladsko III C (pozno)   | 1090–1060 pr. n. št. |
| submikensko                   | 1060–1000 pr. n. št. |
| protogeometrijsko             | 1000 pr. n. št.      |

### Prvo poznoheladsko obdobje
Keramika iz prvega poznoheladskega obdobja je znana iz najdb v jaškastih grobovih v Lerni in  naseljih Vorulija in Nihorija (v Meseniji), Ajos Stefanos (v Lakoniji) in Koraku. Švedski arheolog Arne Furumark je razdelil poznoheladsko obdobje na A in B, Oliver Dickinson pa je Furumarkov I B označil kot II A. Nekatera nedavna radiokarbonska datiranja materiala iz Cungize severno od Miken kažejo, da se to prvo zgodnjeheladsko obdobje morda datira v obdobje med 1675/1650 in 1600/1550 pr. n. št., kar je za okoli 100 let prej od sorazmernega datiranja, določenega s keramiko. Do  izbruha vulkana na Teri je prav tako prišlo v prvem zgodnjeheladskem obdobju (ali I poznokikladskem in I A poznominojskem obdobju), tj. nekje med 1650 in 1625 pr. n. št.
Materialne kulture, danes poznano kot peloponeško prvega poznoheladskega obdobja, ne najdemo na Teri, a je znana iz pozne faze prvega poznoheladskega obdobja v Meseniji, zato se je morda razvila po izbruhu.  Za to kulturo so značilni visoki kaftoritski vrči vrste III; majhne zaprte posode, okrašene s simetričnimi ročaji ali enostavnimi spiralami; bogato poslikani temni motivi na svetli podlagi, ki vključuje majhne natančne vrste enostavno povezanih spiral, razne oblike kljukastih ali prepletenih spiral (z drobnimi pikicami na osnovi ali brez njih), oblike simetričnih pentelj in sekir z dvema ostrinama ter vrste drobnih pik in enojnih ali dvojnih valovitih črt; pa tudi mrežasti vzorci na kaftoritskih vrčih. Te lokalne novosti so značilne za vso grško celino in v poznejše sloge iz poznoheladskega obdobja II A.

### Drugo poznoheladsko obdobje
Značilnosti poznoheladskega obdobja II A se opredeljene v glavnem na osnovi materiala iz vzhodne doline pri Korakuu. Oblike hiš so različne. Med poznoheladskim II A in poznominojskim obdobjem I B so tesne povezave. Poznoheladsko obdobje II B se je začelo  prej, kot se je končalo poznominojsko I B in v tem obdobju je manj kretskih vplivov. Čist poznoheladski material II B je redek in izhaja iz Tirinta, Asine in Korakua. Na podlagi radiokarbonskega datiranja materiala iz Cungize predpostavljajo, da je drugo poznoheladsko obdobje trajalo od 1600/1550 pr. n. št. do 1435/1405 pr. n. št., kar pomeni, da se je začelo okoli 100 let prej od datiranja na podlagi keramike, konec pa se skoraj ujema s keramičnim datiranjem. V Egiptu se obe obdobji drugega poznoheladskega obdobja ujemata z začetkom cesarskega obdobja, od Hačepsut do Tutmozisa III. (vladal med 1472–1425 pr. n. št.).

### Tretje poznoheladsko obdobje
Tretje poznoheladsko obdobje se časovno ujema s tretjim poznominojskim obdobjem na Kreti. Na prehodu poznominojskega obdobja III B neheladska keramika z egejskih območij ni več homogena.
Enotna in široko razprostranjena keramika iz prvega obdobja poznoheladskega obdobja III A je določena z materialom, najdenim v hiši s ploščadjo (angl. Ramp House) v Mikenah, v palači v Tebah (ki jo danes večina strokovnjakov datira v drugo dobo poznoheladskega obdobja III A ali v III B) ter v Triadi na Rodosu. Nahajališča so tudi iz Asine, Aten (vodnjaki), Šparte (Menelajon), Nihorije, pa tudi 'Atrejeva jama', razvaline, najdene pod vhodom v Atrejevo zakladnico v Mikenah. Na podlagi radiokarbonskega datiranja materiala iz Cungize naj bi prvo dobo poznoheladskega obdobja III A  umeščali v obdobje med 1435/1406 pr. n. št. in 1390/1370 pr. n. št., tj. nekoliko zgodnejše od keramičnega datiranja, pri čemer je razlika manjša kot 50 let. Posode iz prve dobe III A so bile najdene tudi v Maşat Höyüku v hetitski Anatoliji. 
Druga doba poznoheladskega obdobja III A je zaznamovana s širjenjem mikenske keramike po skoraj celotnem vzhodnem Sredozemlju. Pojavljale so se mnoge nove oblike. Motivi se nadaljujejo iz prve dobe in kažejo veliko stopnjo poenotenja. V Amarni v Egiptu je bila najdena posoda iz prve dobe, nastale, ko je vladal Amenhotep III., ter posode iz druge dobe, ko je vladal njegov sin Ehnaton; kažejo se začetki poznoheladskega obdobja III B. Posoda iz druge dobe III A izhaja iz tako imenovanega uluburunskega brodoloma, tj. ladje, ki se je potopila v 14. stoletju pr. n. št. Tudi tukaj je radiokarbonsko datiranje iz Cungize dalo nekoliko zgodnejše datiranje: od 1390/1370 pr. n. št. do 1360/1325 pr. n. št.; posode iz te druge dobe so bile najdene tudi v zgorelem sloju v Miletu iz obdobja, ko je vladal hetitski vladar Mursili II. ali nekoliko pred njegovo usmrtitvijo leta 1312 pr. n. št. Prehodno obdobje med III A in III B se je začelo po letu 1320 pr. n. št., a ne mnogo pozneje (Cemal Pulak meni, da je bil prehod pred 1295 pr. n. št.).
Furumarkova opredelitev poznoheladskega obdobja III B v glavnem temelji na najdbah iz grobnic in materialu iz Zigurija. Elizabeth B. French je to obdobje razdelila na dve dobi na podlagi najdb iz Miken in zahodnega zidu v Tirintu. Ostanki iz druge dobe III B so redki, saj so bila mnoga naselja iz tega obdobja uničena in je ostalo malo celih posod.
Keramika iz poznoheladskega obdobja III B je povezana s palačami na grški celini z arhivi tablic, popisanih z linearno pisavo B. Meja med obdobjem III A in III B naj bi se časovno ujemala v Anatoliji s ponovnim vzponom Hetitov po Mursilijevi usmrtitvi, v Egiptu z devetnajsto dinastijo, v severni Mezopotamiji z vzponom Asirije in njeno prevlado nad kraljestvom Mitani. Konec obdobja III B je povezan z uničenjem Ugarita, kjer so med ruševinami našli zadnje primerke te keramike. Radiokarbonsko datiranje iz Cungize umešča konec obdobja III B v 1200/1190 pr. n. št. Začetek IIIC obdobja danes uvrščajo na začetek vladavine kraljice Tausret. Furumark je III C poznoheladsko obdobje razdelil na prvo (III C:1) in drugo dobo (III C:2) na podlagi najdb iz grobnic v Mikenah in Asini ter na Kefaloniji in Rodosu. Izkopavanja v 1960-ih na trdnjavi v Mikenah in v Levkadi na Evboji so odkrila stratificiran material, ki je pokazal pomembne regionalne variacije v okviru obdobja III C, posebno v njegovih poznejših dobah. Keramika iz poznega obdobja III C je bila najdena v trojanskem sloju VII a, nekaj kosov pa tudi v Tarsu v Kilikiji. Tako  keramiko so izdelovali tudi lokalno.

## Utrjena naselja
V heladskem obdobju je prišlo do pomembnega napredka na nekaj področjih, med katerimi je tudi gradnja utrjenih naselij z monumentalnimi zgradbami (hiše s hodniki), ki bi lahko kazale na obstoj zapletene družbe, organizirane okoli elite ali podobne protopolisom.  Eno od teh naselij je bila Manika, ki je v Evboji in datira v zgodnjeheladsko obdobje II (2800–2200 pr. n. št.). To naselje je zavzemalo površino okoli 70–80 hektarjev, v njem je živelo med 6000 in 13.500 ljudi in je bilo med največjimi naselji v grški bronasti dobi. 
Drugo pomembno naselje je bila Lerna v Argolidi, morda najpomembnejše in najbogatejše zgodnjeheladsko naselje. Tu je monumentalna zgradba, znana kot hiša s strešniki, ki predstavlja hišo s hodniki, pomembna pa je zaradi nekaj arhitektonskih elementov, ki se za to dobo štejejo za napredne (streha je bila pokrita z žganimi strešniki).  Zgrajena je bila v zgodnjeheladskem  obdobju II (2500–2300 pr. n. št.). Nekateri menijo, da je v njej živel ugleden pripadnik skupnosti ali da je bila svojevrstna protopalača ali neke vrste upravno središče. Točna vloga te zgradbe ni znana. Zgradba je imela tudi stopnišče, ki je vodilo v drugo nadstropje. V ruševinah je bilo tisoče ploščic iz terakote, ki so padle s strehe. Ker so take strehe odkrili tudi drugje, so šele v 7. stoletju pr. n. št. postale običajne za grško arhitekturo.  Zidovi hiše s strešniki so bili zgrajeni iz nežgane opeke, posušene na soncu, in postavljene na kamniti podlagi. 
Med utrjenimi naselji je bil tudi Tirint, ki se je razprostiral na površini skoraj 6 hektarjev, v njem je živelo med 1180 in 1770 prebivalcev. Tu je bila odkrita velika poploščena okrogla hiša v dveh nadstropjih s premerom 28 metrov, ki se je morda uporabljala kot palača, tempelj ali skupna žitnica.  Med preostalimi naselji so še Agia Irini s površino 1 hektarja, Evtrezis s površino 8 hektarjev, Tebe s površino 20 hektarjev s 4000 do 6000 prebivalci, Levkaka (neznana površina), Kolona na Ajgini, gosto naseljen kraj z veličastnimi utrdbami, monumentalnimi kamnitimi zgradbami in sofisticiranim urbanističnim načrtom.
Še pred 2500–2400 pr. n. št. je Kolona doživela velik gospodarski vzpon in je imela lastno upravno zgradbo s hodniki.  V obdobju Ajgina III (2400–2300 pr. n. št.), ki ustreza prehodnemu obdobju iz kulture Levkande I v kulturo Kastrija na Kiteri, postanejo jasnejši kazalniki ustroja te upravne in družbene organizacije. Bela hiša (165 kvadratnih metrov) je monumentalna skupna zgradba, ki je nasledila hišo s hodniki za iste namene. Kolona je morda prva država na Ajgini, saj se zdi, da je to najzgodnejša hierarhično organizirana družba zunaj minojske Krete. 

## Prebivalstvo
Analize kraniometričnih podatkov, dobljenih iz heladskega skeletnega materiala, kažejo močno morfološko homogenost v osteoloških zapisih iz bronaste dobe; to zavrača teorije o prihodu tujih prebivalcev med zgodnjeheladskim in srednjeheladskim obdobjem. Prebivalci celinske Grčije v bronasti dobi (tudi Mikenci) so enkratno in enovito prebivalstvo sredozemskega rodu. 